# セバスティアン・ビスカイノ

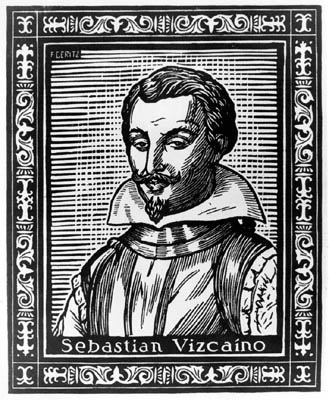
セバスティアン・ビスカイノ

セバスティアン・ビスカイノ（Sebastián Vizcaíno, 1548年 - 1624年）は、スペインの探検家。

## 前歴
1548年スペインのウエルバに生まれる。1580年から1583年にはポルトガル鎮定戦争に参加し、のちヌエバ・エスパーニャに渡る。1586年から1589年まではマニラ・ガレオンの貿易商人としてフィリピンとヌエバ・エスパーニャの間を往復した。

## カリフォルニア探検
1593年、カリフォルニア湾西岸での真珠採取の権利がビスカイノに譲渡された。ビスカイノは3隻の船でバハ・カリフォルニアのラパスまで航行することに成功した。現代のラパスという名前もビスカイノが与えたものである（エルナン・コルテスはサンタクルスと呼んでいた）。ビスカイノはラパスに植民しようとしたが、補給の問題、モラルの低下、火災の発生によって、すぐに撤退することになった。
1601年、ヌエバ・エスパーニャ副王のモンテレイ伯爵ガスパール・デ・スニガ・イ・アセベードは、ビスカイノを第二の探検の長に任命した。今回の探検の目的は、マニラからアカプルコへ帰るスペインのマニラガレオン船のために、アルタ・カリフォルニアの地に安全な港を探すことにあった。また、60年前にフアン・ロドリゲス・カブリリョが探索したカリフォルニアの海岸線を詳細な地図に描くことも要求されていた。1602年5月5日、ビスカイノは3隻の船でアカプルコを出発した。旗艦の名はサンディエゴであり、ほかの2隻の名はサントマスとトレスレイェスであった。
11月10日、ビスカイノはサンディエゴ湾に入り、その地を命名した。チャンネル諸島のサンタバーバラ島やポイント・コンセプション、サンタ・ルシア山脈、ポイント・ロボス、カーメル川、そしてモントレー湾などの重要な地名はビスカイノの命名に由来する。このため、1542年にカブリリョがつけた名称のいくつかは消え去ることになった。
トレスレイェスの船長であったマルティン・デ・アギラルはビスカイノと別れてさらに北上し、現在のオレゴン州のブランコ岬か、あるいはクーズ湾まで到達した可能性がある。
ビスカイノの航行の結果、モントレーにスペイン人を植民させようという騒ぎがおきたが、間もなくモンテレイ伯爵がペルー副王に転任し、後任者がモントレーに興味をもたなかったため、植民地化にはさらに167年間待たなければならなかった。植民地化のための探検を1607年に行う計画が1606年に許可されたが、延期の後、1608年に放棄された。

## 日本との関係

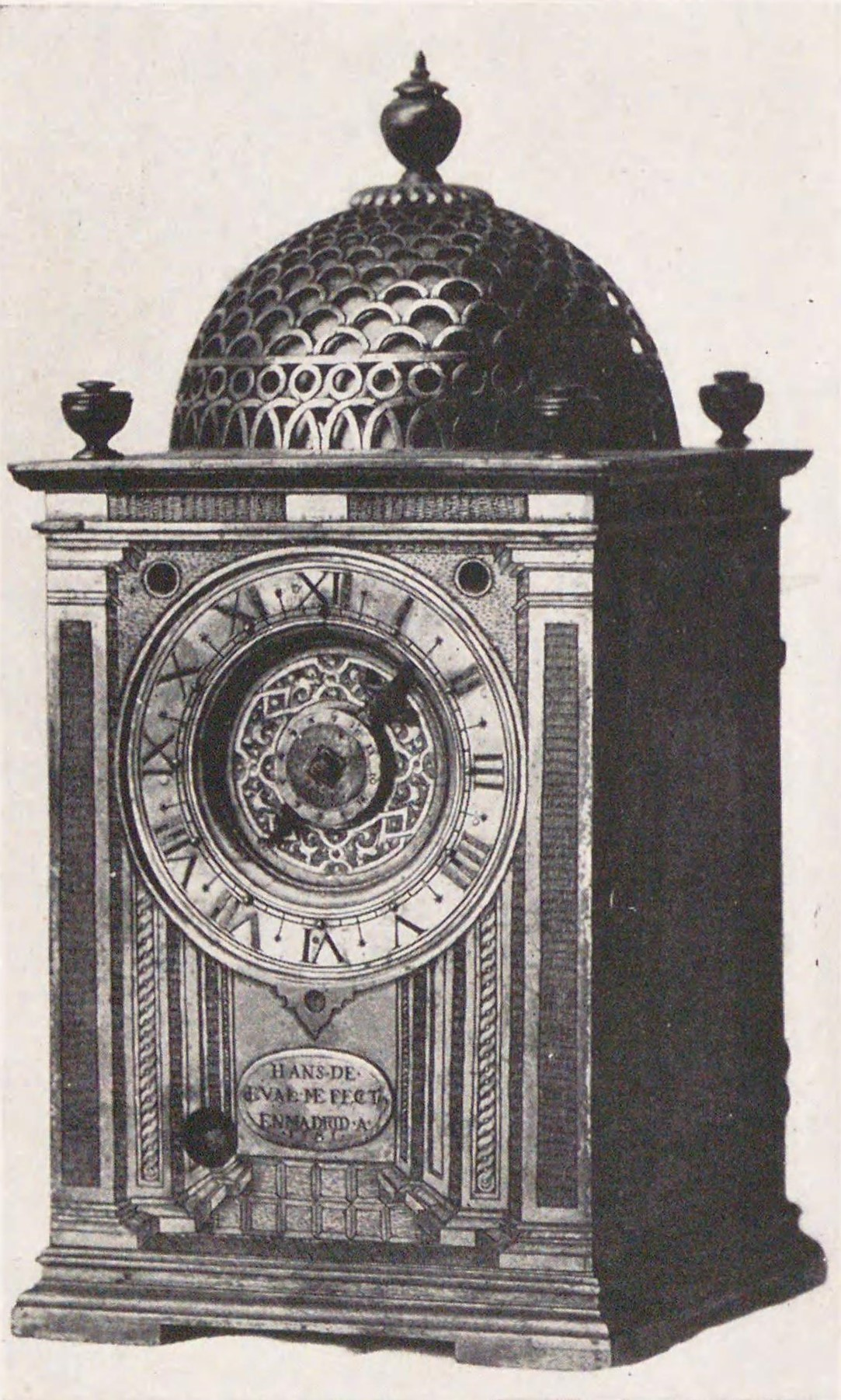
徳川家康の洋時計と言われるビスカイノから徳川家康へ献上された1581年作の置時計（久能山東照宮所蔵、重要文化財）。

2年前にフィリピン前総督ドン・ロドリゴ一行（サン・フランシスコ号）が、帰還のためアカプルコへ向けての航海中台風に遭い上総国岩和田村（現御宿町）田尻の浜で難破し救助された事への答礼使として、1611年（慶長16年）、ヌエバ・エスパーニャ副王ルイス・デ・ベラスコにより派遣され、二代目「サン・フランシスコ号」で来日した。なおこの人選は、ヨーロッパの鉱山技術に興味があった徳川家康の要請に沿ったもので、同時にヌエバ・エスパーニャ側にも日本の金や銀に興味があったことによるとされ、日本近海にあると言われていた「金銀島」の調査も兼ねていた。
3月22日にヌエバ・エスパーニャ（現在のメキシコ）のアカプルコを発ち、6月10日浦賀に入港、6月22日に江戸城で徳川秀忠に謁見し、8月27日に駿府城で家康に謁見する。この時ビスカイノ一行はスペイン王家の紋章を掲げ、トランペットとマスケット銃を打ち鳴らし、スペイン流の行進をしながら駿府城に向かったという。しかし第一に通商を望んでいた日本側に対し、ヌエバ・エスパーニャ側の前提条件はキリスト教の布教であり、友好については合意したものの、具体的な合意は得られなかった。
家康から日本沿岸の測量についての許可の朱印状は得られ、11月8日に仙台に着き、11月10日に伊達政宗に謁見、11月27日から仙台藩の北部沿岸の測量を始める。12月2日、気仙郡越喜来村（現大船渡市）沖を航海中に慶長三陸地震の大津波に遭遇したが、海上にいたため被害はなかった。測量を終えて12月8日に仙台へ戻り、次いで南下し九州沿岸まで測量を行った。
日本沿岸の測量を終え、1612年（慶長17年）9月16日に家康、秀忠の返書を受け取り、ヌエバ・エスパーニャへの帰途につく。帰途金銀島を探すが発見できず、11月14日暴風雨に遭遇二代目「サン・フランシスコ号」が大破損し浦賀に戻る。
乗船を失ったため、ヌエバ・エスパーニャへ帰るための船の建造費の用立てを幕府に申し入れたが、日本側の外交政策の変更もあって断わられ、1613年（慶長18年）にルイス・ソテロや支倉常長ら慶長遣欧使節団のサン・ファン・バウティスタ号に同乗し帰国した。
仙台城のことを以下のように評した。
「城は日本の最も勝れ、最も堅固なるものの一にして、水深き川に囲まれ断崖百身長を越えたる厳山に築かれ、入口は唯一つにして、大きさ江戸と同じくして、家屋の構造は之に勝りたる町を見下し、また2レグワを距てて数レグワの海岸を望むべし」

## 著書

### 『金銀島探検報告』
ビスカイノが1614年にヌエバ・エスパーニャ副王に提出した金銀島探検航海の報告書で、1867年に初めて公刊された。正確にはビスカイノ本人の著作ではなく、スペインの歴史学者フアン・ヒルは、大部分は書記アロンソ・ガスコン・デ・カルドナ、末尾の部分は書記フランシスコ・ゴルディーリョの執筆と推定している。以下の日本語訳がある。
- ドン・ロドリゴ; ビスカイノ; 村上直次郎訳註『ドン・ロドリゴ日本見聞録 ビスカイノ金銀島探検報告』駿南社〈異国叢書〉、1929年。 - 『ドン・ロドリゴ日本見聞録』との合本。のち奥川書房（1941年）、雄松堂書店（1966年）、雄松堂出版（2005年、ISBN 4-8419-3022-1）から再刊。
- フアン・ヒル 著、平山篤子 訳『イダルゴとサムライ――16・17世紀のイスパニアと日本』法政大学出版局〈叢書・ウニベルシタス〉、2000年12月。ISBN 4-588-00693-2。 - フアン・ヒル（スペイン語版）による校訂版「セバスティアン・ビスカイノ旅行航海報告書」全文を収録。